# Historia de Recife
El origen de la ciudad de Recife se encuentra estrechamente ligado al de Olinda. Una de las primeras ciudades coloniales en Brasil, permaneció bajo el dominio de Portugal hasta la independencia brasileña, con la excepción de un período de ocupación holandesa entre 1630 y 1654.

## Inicios

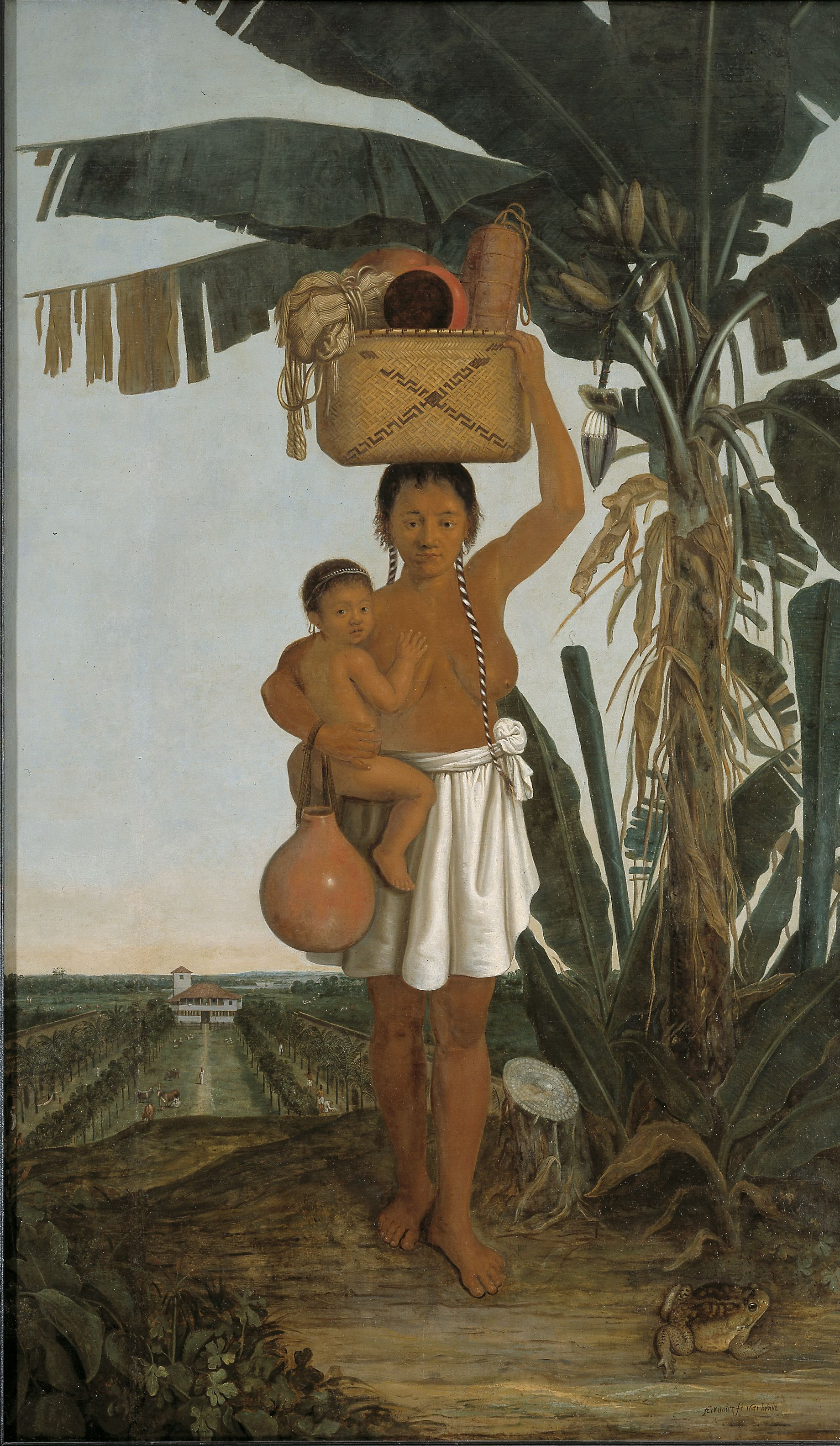
Mujer tupí. Albert Eckhout (Museo Nacional de Dinamarca).

En el nordeste de Brasil se encuentran algunos de los yacimientos arqueológicos más antiguos del país, pero los primeros vestigios de ocupación humana no aparecieron hasta hace unos 11.000 años. Comenzando con la cultura Itaparica sucesivos pueblos habitaron el territorio de Pernambuco, pero hacia el siglo XVI el litoral estaba habitado por los taparajas y caetés, de la cultura tupí.
Los primeros europeos que llegaron a las costas de Pernambuco fueron los españoles Vicente Yáñez Pinzón y Diego de Lepe en 1500, unos meses antes de la llegada de Pedro Álvarez Cabral, que reclamó el litoral brasileño para el reino de Portugal, según los acuerdos del Tratado de Tordesillas. En 1501 Gaspar de Lemos exploró la costa de Pernambuco, creando una serie de factorías comerciales, que se convertirían en el origen de los primeros asentamientos de la colonia.

## Fundación y colonización
Sin embargo, la colonización formal y efectiva de Pernambuco no comenzó hasta el año 1534, cuando el rey Juan III de Portugal dividió el territorio brasileño en una serie de capitanías hereditarias. La capitanía de Pernambuco fue entregada a Duarte Coelho, que tomó posesión de la llamada Nova Lusitânia. En 1535 se establecieron los asentamientos de Igaraçu y Olinda, que fueron convertidos en villas en 1537. En el foral (carta de derechos feudales) de Olinda, concedido por Duarte Coelho, existe una referencia al puerto de “Arrecife dos navíos”, un lugar habitado por mareantes y pescadores. Desde mediados del siglo XVI la costa comenzó a recibir ataques piratas como el de los franceses en 1561 y especialmente el de 1595, dirigido por el pirata inglés James Lancaster.
Olinda se convirtió en el punto de partida de las primeras expediciones al interior de la capitanía de Pernambuco y pronto fueron creadas las primeras plantaciones de azúcar. También se convirtió en el lugar de residencia de los funcionarios coloniales y la nobleza, debido a su posición elevada que facilitaba su defensa. Hacia principios del siglo XVII Pernambuco era la principal zona de producción de azúcar de Brasil, con 200.000 arrobas anuales.

## Conquista y gobierno holandés

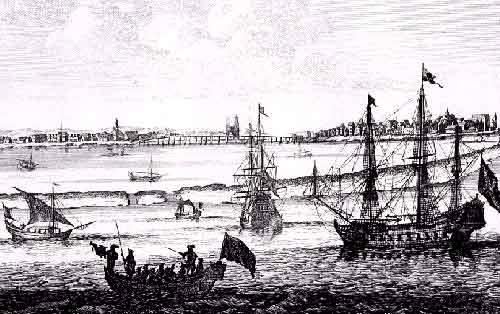
Vista de Mauristaadt (Recife) hacia 1645. Grabado en aguafuerte de Pieter Schenck basado en el diseño de Frans Post para el libro Rerum in Brasilia et alibi gestarum de Caspar Barlaeus.

Tras la unión de las Coronas de España y Portugal en 1580 y como parte de su política contra los rebeldes de los Países Bajos, el rey Felipe II de España prohibió el comercio con los Países Bajos, por lo que las colonias de Brasil fueron atacadas por los holandeses, deseosos de acceder a la producción azucarera. En 1624 intentaron conquistar Salvador de Bahía y fueron rechazados al año siguiente, pero en febrero de 1630 una flota holandesa al mando de Hendrick Loncq y Diedrich van Waerdenburgh se presentó en Pernambuco, y tras una débil resistencia invadieron Olinda, que fue incendiada y abandonada. Muchas tribus indígenas se aliaron con los holandeses, así como algunos terratenientes azucareros y esclavos. Junto con otros puertos y poblaciones conquistadas en el norte de Brasil los holandeses crearon la colonia de Nueva Holanda.
El conde Juan Mauricio de Nassau llegó de Holanda en 1637 acompañado de un equipo de ingenieros y arquitectos, y cerca de Recife comenzó la construcción de una nueva ciudad, Mauristaadt, que se convirtió en la capital de la colonia holandesa. En 1644 el puerto de Recife fue unido a la capital mediante un puente. Durante el gobierno de Juan Mauricio Nassau Mauristaatd se convirtió en un puerto cosmopolita y tolerante, donde convivían católicos y calvinistas, se asentó una próspera comunidad judaica y se construyó en 1642 la primera sinagoga de América, Kahal Zur Israel. También se construyó el primer observatorio astronómico de América. Muchos científicos y artistas holandeses acudieron a la corte del gobernador Nassau, reflejando en sus obras del paisaje y dejando constancia de la flora y fauna del lugar.

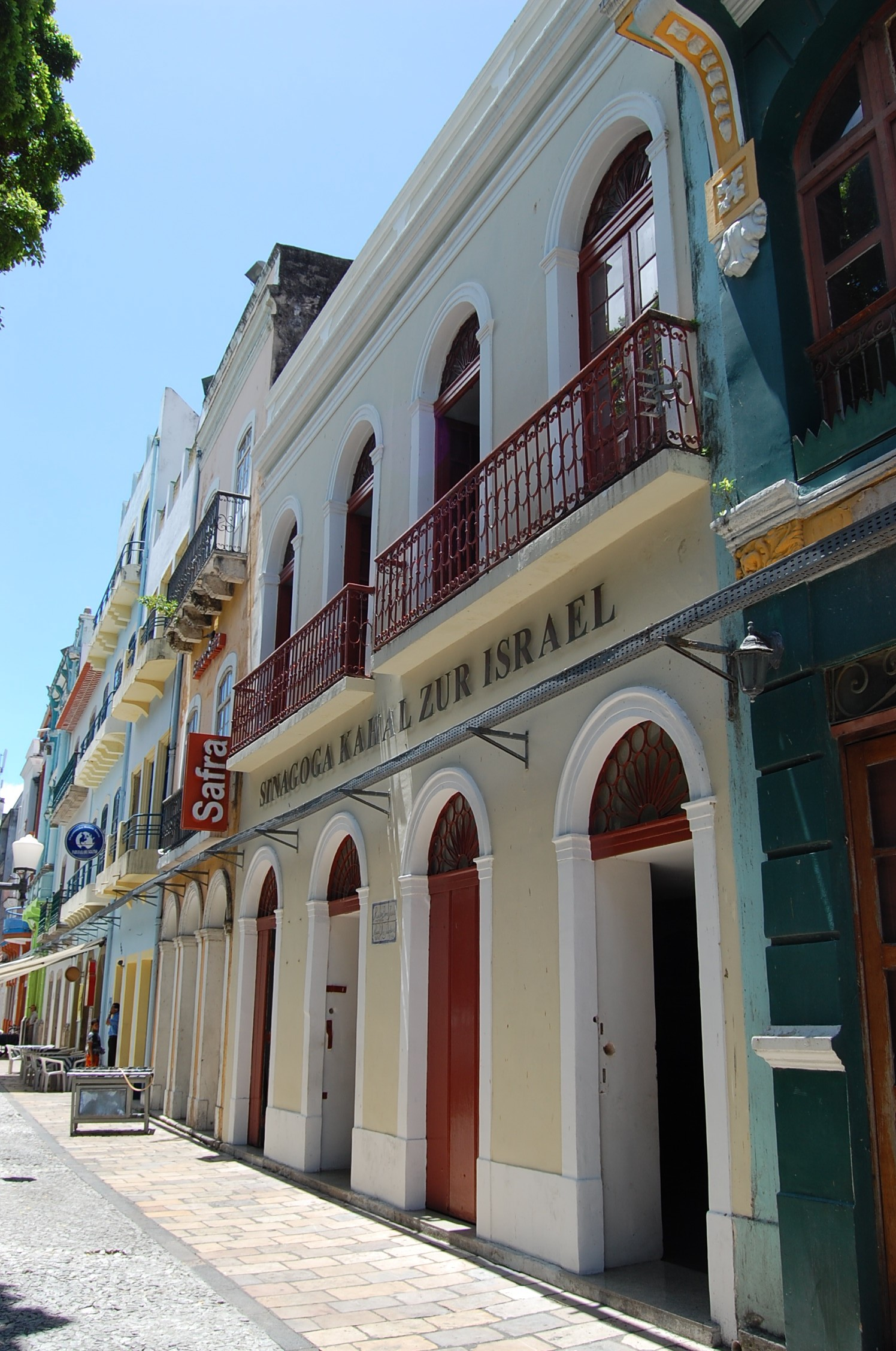
Sinagoga Kahal Zur Israel, en Recife

Juan Mauricio de Nassau regresó a Holanda en 1644, destituido por la Compañía Neerlandesa de las Indias Occidentales, que no estaba conforme con los beneficios de la colonia, a pesar de que Nueva Holanda producía unas 20.000 toneladas de azúcar que se exportaban a Ámsterdam. Sin embargo, la marcha del gobernador y la subida de impuestos pronto provocaron el descontento de los colonos portugueses que habían permanecido tras la conquista holandesa. En 1645 se produjo la Insurrección Pernambucana, en la que participaron colonos, nativos y esclavos negros. Olinda fue conquistada por los rebeldes, que pronto recibieron apoyo del reino de Portugal, recién separado de España, y cuando Inglaterra declaró la guerra a Holanda, los holandeses perdieron la posibilidad de recibir ayuda desde Europa. En 1654 los holandeses fueron definitivamente vencidos y expulsados tras la segunda Batalla de los Guararapes. Amenazando con invadir de nuevo la colonia, Portugal y Holanda llegaron a un acuerdo en la que los holandeses renunciaban a sus posesiones en Brasil a cambio de un pago de 4 millones de cruzados.
	Tras la conquista de Pernambuco, los judíos recibieron un plazo de tres meses para marcharse o convertirse al catolicismo, y casi todos vendieron sus posesiones y se marcharon a Ámsterdam y a Nueva Ámsterdam. Por su parte los holandeses abandonaron la colonia y se trasladaron a las Antillas, donde construirían un nuevo centro de producción azucarera, cuya competencia provocó una progresiva caída de los precios del azúcar y la crisis de la producción en Brasil. Durante este período de decadencia se produjeron varias revueltas entre los colonos, que reclamaban más apoyo del rey de Portugal, y se resentían con la presencia de los mascates –los comerciantes portugueses- que ocupaban los puestos de administración.

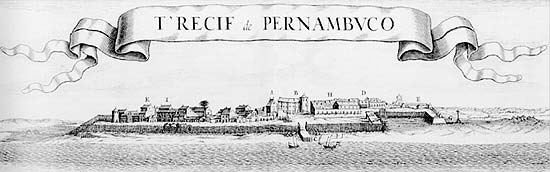
Vista de Recife por João de Laet (1664).

## ElsigloXVIII

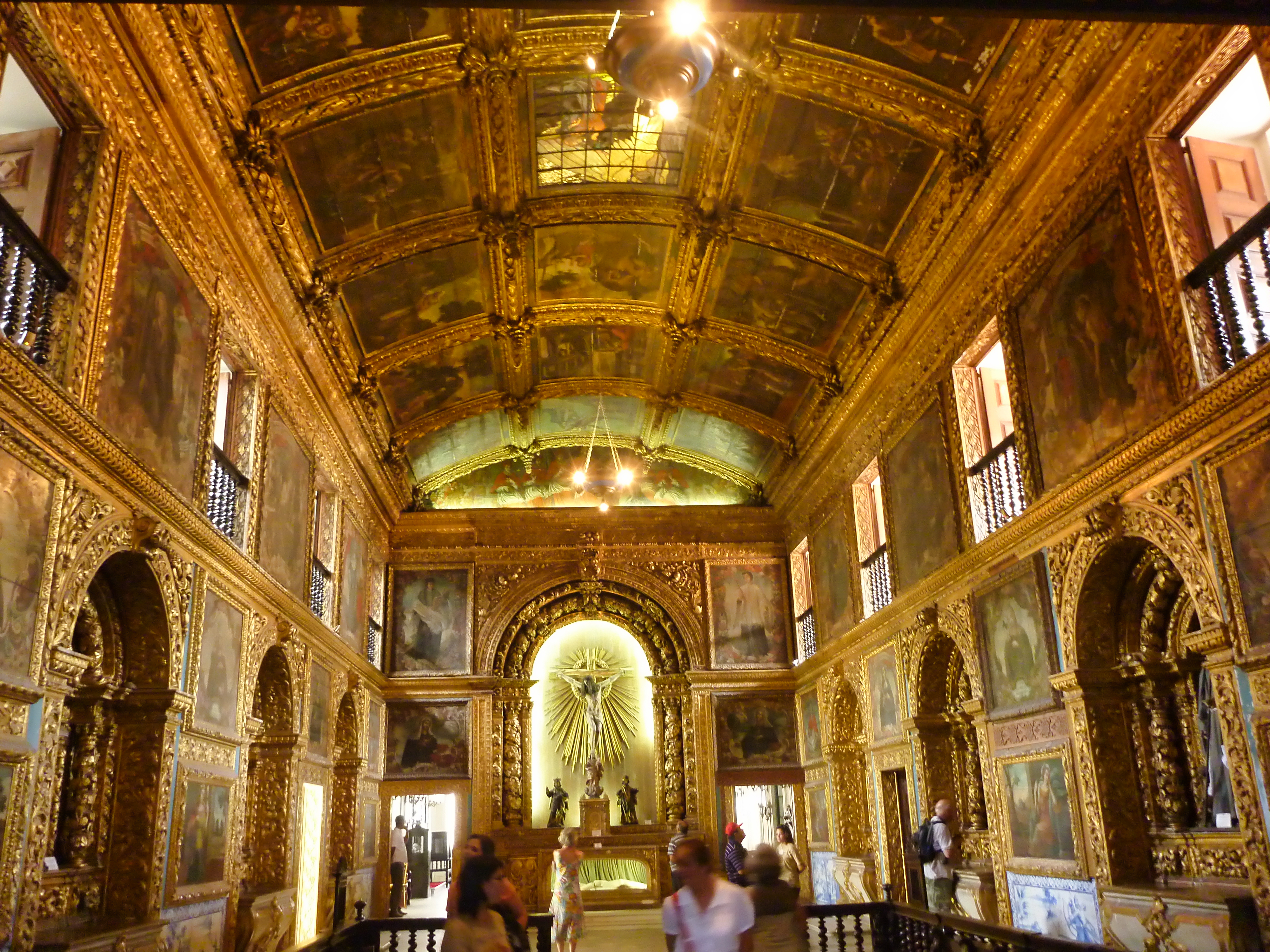
Decoración barroca de la Capela Dourada (inícios del).

En 1710 estalló la guerra de los mascates entre los comerciantes de Olinda, que intentaba prosperar tras la reconstrucción, mayoritariamente nacidos en Brasil, y los mercaderes de Recife, llegados de Portugal y que habían sustituido a los holandeses en el financiamiento de la producción de azúcar y el tráfico de esclavos. La prosperidad de Recife, donde se concentraban los comerciantes portugueses, llamados despectivamente mascates (buhoneros), inquietaba a los aristócratas azucareros de Olinda. El detonante fue la conversión de Recife en villa independiente, que fue invadida desde Olinda, obligando al gobernador a huir. La llegada de un ejército mercenario de Paraíba permitió la recuperación de Recife y la derrota de Olinda. El nuevo gobernador, Felix de Mendonça, arrestó a los cabecillas rebeldes y los envió a Portugal para ser juzgados. Olinda no volvió a recuperar la prosperidad anterior a la conquista holandesa.
La guerra de los mascates no interfirió en el crecimiento de Recife, que durante esta época contaba ya con unos 16.000 habitantes. A pesar de la caída de los precios del azúcar la ciudad conseguía prosperar mediante el comercio con Europa, construyéndose magníficos conventos e iglesias, como el convento de Santo Antônio, la Capela Dourada (terminada en 1724) y la iglesia de Sao Pedro dos Clérigos (iniciada en 1725). La villa se extendió hacia el río Capibaribe, donde se hicieron populares los baños fluviales. En 1788 se construyó un mercado en la Plaza do Polé donde se celebraban ferias periódicas. El cultivo de azúcar, aunque se mantenía, fue complementado con la introducción del algodón. Al mismo tiempo la colonia de Pernambuco recibía las ideas de la Ilustración, y hacia finales del siglo XVIII se creaba una logia masónica, donde comenzaron a gestarse las primeras ideas que llevarían a la independencia.

## ElsigloXIX

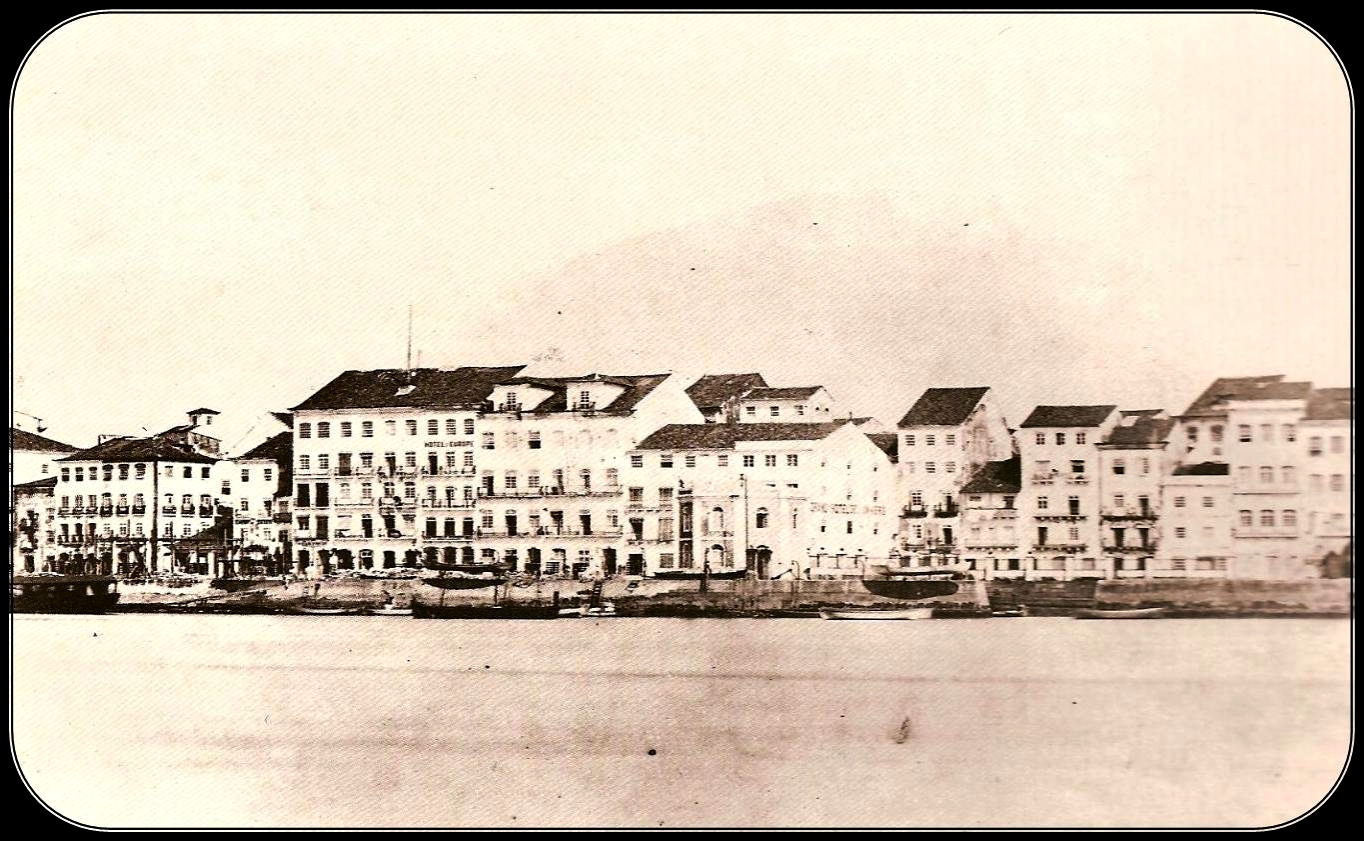
Vista de Recife (1865)

El siglo XIX estuvo marcado en Recife por el estallido de varias revueltas relacionadas en primer lugar con la independencia de Brasil y posteriormente con las ideas liberales que llegaban de Europa. Comerciantes, aristócratas y clérigos exigían más autonomía y derechos, mientras evitaban temas como el abolicionismo de la esclavitud y la participación popular.
El 6 de marzo de 1817 estalló la Revolución Pernambucana o Revolución de los Padres, apoyada por los aristócratas azucareros, varios sacerdotes y los masones. El movimiento comenzó con la ocupación de Recife por un regimiento de artilleros al mando de José de Barros Lima, “El león dorado,” que con un grupo de rebeldes mataron a sus superiores y construyeron trincheras en varias calles para impedir el paso de los monárquicos. Los rebeldes organizaron un gobierno provisional republicano basado en el Directorio de la Revolución Francesa. Pero ante la falta de apoyos, terminaron capitulando el 19 de mayo y ajusticiados por el nuevo gobernador, y como castigo el rey Juan VI de Portugal decretó la separación de la comarca de Alagoas de Pernambuco.
La independencia de Brasil en 1822 no terminó con las inquietudes revolucionarias. El nuevo gobierno de Brasil era monárquico-imperial y centralista, mientras que los revolucionarios de Pernambuco defendían la creación de una república de carácter federalista. En 1824 hubo una nueva revuelta, en la que los rebeldes defendían la separación de Brasil y la creación de la república de la Confederación de Ecuador. Sin embargo, la rebelión fue sofocada al año siguiente por el ejército del emperador Pedro I, quien dividió el territorio de Pernambuco, adjudicando varias partes a Minas Gerais y a Bahía.
Una nueva revuelta estalló en Pernambuco en 1832 tras la abdicación de Pedro I, conocida como “Cabanada”, iniciada por colonos humildes, especialmente perjudicados por la crisis que atravesaba la provincia, afectada por la caída de los precios de la producción de azúcar y algodón. Aunque el gobierno movilizó un gran contingente para enfrentarse a los rebeldes, no consiguió someterlos hasta 1835. Otro movimiento similar mucho más modesto estalló en 1844, pero fue sofocado en apenas un mes por el ejército. El 7 de noviembre de 1848 estallaba una nueva revuelta, la “Revolución Praieira”, de carácter separatista y liberal, frente a la victoria de los políticos conservadores en Pernambuco, que fue derrotada en 1850.
A pesar de las periódicas revueltas y la agitación política, Recife crecía y se desarrollaba. Elevada a la categoría de ciudad en 1823 y convertida en capital de Pernambuco, acogió a numerosos inmigrantes del interior, empobrecidos por la crisis del azúcar y el algodón. Con unos 20.000 habitantes a comienzos del siglo XIX, en 1870 ya había superado los 100.000. Se introdujo alumbrado público de gas y comenzó un período en el que se introdujo la moda francesa, que llevó a la creación de numerosos comercios de productos de lujo. La llegada del arquitecto Louis Vauthier produjo cambios en los edificios públicos, introduciendo el estilo neoclásico europeo en palacios y teatros.
Sin embargo, el fracaso de las sucesivas revueltas y revoluciones políticas y la reacción del gobierno imperial de Río de Janeiro recortaron el peso político de Pernambuco en el conjunto de Brasil. Hacia finales de siglo y con el advenimiento de la república en 1889, el crecimiento de Recife se había estancado, y su población incluso se había reducido.

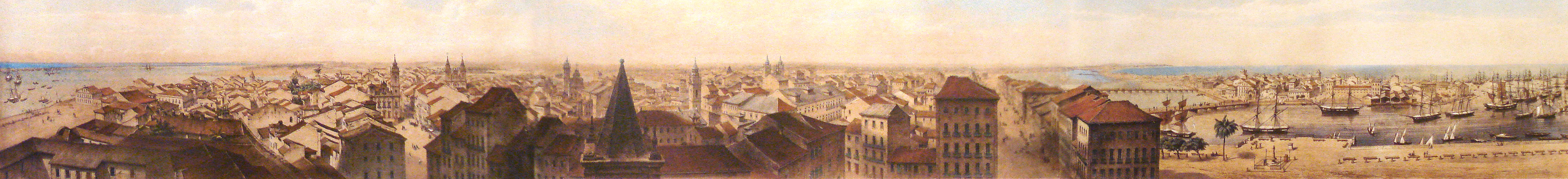
Friedrich Hagedorn: Paisaje de Recife en 1855

## ElsigloXX
A principios del siglo XX Recife consiguió salir del ciclo de recesión de los inicios de la república, construyendo nuevos edificios modernistas de la Belle Époque e introduciéndose nuevas técnicas y servicios. París se convirtió en el principal modelo para el urbanismo de la ciudad, construyéndose nuevas avenidas y reformándose el puerto, sin preocupación por los viejos edificios coloniales sacrificados ante la moda modernista. Hubo una movilización destacada para erradicar los barrios marginales, ampliando los servicios de luz eléctrica y expandiendo la ciudad. En la década de 1920 también se introdujo el cine y Recife llegó a ser conocido como “el Hollywood brasileño,” conviviendo producciones locales y extranjeras. Sin embargo, en medio de este período de prosperidad comenzaron huelgas obreras que paralizaron la ciudad, mostrando la insatisfacción de los trabajadores, que reivindicaban una sociedad más justa. En 1922 se fundaba el Partido Comunista.
Con la revolución de 1930 y la llegada del Estado Novo del presidente brasileño Getúlio Vargas la ciudad comenzaba a mostrar un crecimiento descontrolado. En las riberas de los ríos comenzaron a surgir los mocambos, viviendas humildes que generaron bolsas de pobreza y que contrastaban con los cafés, hoteles y restaurantes de lujo. Los sucesivos planos urbanísticos sólo consiguieron resultados temporales, comenzando a formarse el área metropolitana.
	Sin embargo, el interior de Pernambuco continuaba siendo una región eminentemente rural y agitada, sobre todo tras la intensa sequía de 1877 que originó varias hambrunas y provocando la aparición de numerosas bandas de cangaceiros, bandoleros que utilizaban tácticas guerrilleras y a menudo trabajaban para los terratenientes de los grandes latifundios, que los utilizaban para sofocar las protestas de los jornaleros y trabajadores agrícolas o para exterminar a los nativos y facilitar la colonización de nuevas tierras. En general cada banda seguía sus propios objetivos, a menudo motivados por los intereses personales de sus líderes, moviéndose constantemente entre las fronteras de los estados brasileños del nordeste. Entre estos bandoleros surgieron nombres célebres como Lampião, o Diabo Louro y María Bonita. La presencia de estas bandas continuó hasta la década de 1940, cuando la acción militar y policial acabó con ellas de forma progresiva.
En la década de 1950 Recife comenzó a adquirir su contorno urbano actual, y ya había superado el medio millón de habitantes, con un gran crecimiento poblacional provocado por la llegada de numerosos inmigrantes empobrecidos del interior rural y de otros estados del nordeste de Brasil. La ciudad comenzó a tratar de buscar un paisaje positivo de sí misma, ocultando a los marginados sociales y concentrándolos en la periferia, donde comenzaron a poblar las favelas.
	La participación de los profesores y estudiantes de la universidad en la vida cotidiana de Recife era destacada, con marchas y manifestaciones políticas desde finales del siglo XIX. El campus universitario se encontraba en el barrio de Boa Vista. Con la instalación de la ciudad universitaria en Varzea hubo un cambio en el impacto universitario. El gobierno de la ciudad fomentó la democratización de la cultura en la década de 1950 con la fundación de la Sociedad de Artes Modernas en 1948 y la creación de bibliotecas, discotecas y edificios artísticos. En 1958 se inauguró el Parque Sítio Trindade, así como plazas, parques infantiles y espacios verdes.
A partir de 1964 Recife sintió los efectos de la dictadura militar instalada en el gobierno brasileño. Hubo protestas que fueron acalladas y en 1966 se produjo un atentado contra el presidente Arthur da Costa e Silva durante una visita a la ciudad. Hubo varios muertos y heridos, pero el presidente consiguió salir ileso. El régimen militar actuó de forma implacable en Pernambuco, donde desde finales de la década de 1970 comenzaron movimientos para exigir el retorno de la democracia, que no sería efectivo hasta 1985. En ese momento la ciudad contaba con más de 1.200.000 habitantes.